# Царство Марата
Царство Марата, познато и као Конфедерација Марата, била је хиндуистичка држава у Индији, која је постојала од 1674. до 1818. године. Основао ју је Шиваџи. Марате су срушиле Могулско царство и биле су успешна и последња препрека британским колонијалним интересима.

## Историја
Шиваџи је створио независну зону Марата око Пуна. Герилски је ратовао цели живот са могулским царем Аурангзебом и када је 1680. умро остало је велико Марата краљевство, које је било изложено нападима Могулског царства. Могулски напади су трајали од 1682. до 1707. године. Марате су постигле одлучну победу над Могулима и овладали су великим делом Индије. Шиваџијев унук Шаху је владао Маратама до 1749. године. Када је умирао оставио је свога пешву (главног министра) да даље влада уз одређено услове. Шивајеви наследници су остали номинални владари, а пешве (главни министри) су постали прави владари Марата. Царство Марата је представљало највећу препреку британским колонијалним интересима у Индији и током 18. века успешно је заустављало Британску источноиндијску компанију. Краљевство се распало када је дошло до унутрашњих свађа између номиналних владара и правих владара у виду главних министара.
Највећи опсег краљевство је постигло у 18. веку под Шахуом и пешвом Балаџи Баџи Раом. Марате су изгубиле од Авганистанаца у Трећој бици код Панипата 1761. године. Тај пораз је зауставио ширење царства и смањио је моћ пашви. Царство је постало лабавија конфедерација, а политичка моћ је остала унутар пет Марата династија. Унутрашњи сукоби су битно ослабили Марата царство. Водила су се три рата (Англо-маратски ратови) са Британском источноиндијском компанијом. Задњи пешва Баџи Рао II је био поражен у Трећем англо-маратском рату 1818. године. Марата царство је тиме нестало, а бројне маратске државице су остале као кнежевине у вазалном положају у односу на Британце.

### Шиваџи (1627—1680)
Марате су живеле у подручју око Сатаре на западном делу висоравни Декан, где се висораван среће са источним обронцима Западних Гата. Дуго су Марате одолевале нападима Могулског царства северне Индије. Под владаром Шиваџијем Марате су се ослободиле власти муслиманског султана од Биџапура. После тога Марате постају агресивније и нападају могулску територију. Напали су и опљачкали Сурат 1664. године. При томе су однели велико благо, које је омогућило каснији развој царства Марата. Шиваџи се прогласио царем 1674. године. До његове смрти Марате су заузеле делове централне Индије. Али касније су то изгубиле у сукобу са Могулима и Британцима.

### Самбаџи (1681—1689)
Шиваџи је имао два сина - Самбаџија и Раџарама. Старији син је био напрасит и непопуларан. Самбаџи је крунисан и наставио је са експанзионистичком политиком. Раније је потукао Португалце и раџу из Мајсора. Могулски цар Аурангзеб је био забринут да би Марате могле ући у савез са Раџпутама, па је 1682. кренуо са огромном војском од 180.000 војника да заузме султанате Биџапур и Голконду. Током осам година рата Самбаџи није никад изгубио битку или тврђаву у борби са Аурангзебом. Међутим издајом је 1688. ухваћен, мучен и расечен на делове.

### Раџарам и Тарабај (1689—1707)
Раџарам је седиште Марата преместио у Сатару, који је 1700. дошао под опсаду, па се предао Могулима. У то време је Раџарам умро, а његова жена Тарабај је преузела власт као регент у име њеног сина Шиваџија II. Тарабај је херојски предводила Марате, па су Марате до 1705. прешли реку Нармаду и заузели Малву, која је била у могулском поседу. То је била одлучна битка, којом су Могули заувек изгубили своју истакнуту позицију на индијском потконтиненту. Марате су били победници после дуге жестоке битке. Та победа је поставила темеље каснијим освајањима под пешвама.

### Шаху (1707—1749)
После смрти могулског цара Аурангзеба 1707, из могулског заробљеништва је ослобођен Шаху (Шахуџи), син убијеног цара Самбаџија. Шахуџи је одмах почео полагати право да буде цар Марата. То је довело до сукоба међу Маратама. Власт Могула је постала јако слаба. Зависили су од савезништава. Марате су успеле да заузму Делхи и свргну могулског владара. Марате су овладале великим делом Индије.

### Пешва Баџирао I (1720—1740)
Социјална мобилност у Марата царству омогућила је његово ширење. Пешва Баџирао I је владао царством иако је био син обичног човека. Предводио је војску у име цара и освојио је Раџастан 1735, Делхи 1737, а Орису и Бенгал 1740. године.

### Пешва Балаџи Баџирао (1740—1761)
Балаџи Баџирао је био син од Баџираоа I и постао је пешва. Од 1741. до 1745. било је релативно мирно раздобље на Деканској висоравни. Шаху је умро 1749. године. До 1760, Марате су достигле зенит, а територија је обухватала трећину јужне Азије.

### Пропадање царства
Авганистанци под водством Ахмад шах Абдалија су победили Марате у трећој бици код Панипата 1761. године. То је била одлучна битка у којој је афганистанска коњица победила Марате, које су располагале артиљеријом. Унутрашње трзавице међу Маратама допринеле су томе поразу. Заустављено је ширење Марата царства. Том битком је спречено да Марате поново освоје Делхи, а после битке је настављена фрагментација Марата царства. Следећи пешва је покушао да поново прави снажно царство. Међутим морао је давати полуаутономан статус најјачим витезовима, што доводи до фрагментације. Британска источноиндијска компанија се 1775. умешала у борбу за наследство у Пуни. То је био Први англо-маратски рат, који је завршен статусом кво 1782. године. Поново се Британци уплићу и интервенишу у Бароди подржавајући једног претендента на престо против другог, тако да махараџа признаје Британце, да би добио независност од царства Марата. Током Другог англо-маратског рата Британци поново успевају да склопе уговор са пешвом. Трећи англо-маратски рат (1817—1818) је био задњи покушај Марата да задрже независност. Поражени су и изгубили су независност, а Британија је добила контролу над већином Индије. Поједине Марата државице остале су после тога пораза, али морале су признавати вазални положај у односу на Британију.
Последњи пешва Нана Сахиб био је један од вођа Индијског устанка 1857. године.